# 盧小嘉
卢小嘉，又作少嘉、筱嘉，名曜，山东济阳人，皖系軍閥盧永祥（字子嘉）之子。

## 生平
卢小嘉因为与当时还是上海法租界华捕队长的黄金荣大打出手而名噪一时。当时黄金荣做露兰春的后台，开设共舞台让其唱戏，卢小嘉听戏过程中开始喝倒采惹恼了黄金荣，黄金荣当即让手下暴打卢小嘉。由于上海属于盧永祥的势力范围，卢永祥听到儿子被打勃然大怒，第二天就让手下把黄金荣抓走。青帮的张啸林动身到杭州向卢永祥说情，杜月笙则向何丰林说情，并且动员上海鸦片商人花费了上百万元贿赂淞沪护军使何丰林，加上二人合作才将黄金荣从监狱里救出来。
在江浙战争前夕，卢小嘉在没有父亲的许可下擅自买通王亚樵刺杀举棋不定的上海警察局局长徐国梁。徐国梁在1923年11月12日遇刺身亡后，刺客立即被抓捕，并且供出王亚樵和卢小嘉。卢小嘉在受审之后迅速释放，案件也草草了结。随着上海形势恶化，盧永祥在1923年至1924年两年间3次派卢小嘉去奉天与奉系、国民党商议结盟事宜，世人盛传他与国民党孙中山公子孫科、奉系張作霖之子張學良举行所谓“三公子会议”，促成了三者的合作，但这种说法缺乏证据。
江浙战争之后卢永祥战败流亡日本，由于卢小嘉生性好赌、擅长社交，最后开始靠给女人当小白脸讨生活。最先开始的是溥杰太太唐石霞，回到上海后二人在永嘉路西北军阀刘郁芳故宅同居，后来就和一名袁姓青岛女子交好，二人最终一起去了台湾，另外还有一名刘姓情妇。卢小嘉在台湾靠经营地下钱庄为生，但是生活很不如意，最终在1960年代末去世。